# Ein Besuch (Wilhelm Raabe)
Ein Besuch ist eine Skizze von Wilhelm Raabe, die im Sommer 1884 entstand und im selben Jahr in der „Illustrirten Zeitung“ des Leipziger Verlagshauses Johann Jacob Weber erschien. Verleger der Zeitung war zu der Zeit Carl Berendt Lorck. Der Verlag brachte den Text 1886 in seiner „Novellen-Bibliothek“ in Buchform heraus.

## Inhalt
Die verarmte Greisin Frau Johanne lebt allein. Der Gatte Richard ist schon lange tot. Die Jungen hatten das Knabenalter nicht überlebt. Nur die Freundin steigt dann und wann aus dem Grab und besucht Johanne in der Dämmerung. Der Besuch bringt ihr die Vergangenheit im Traum zurück. Dann denkt Johanne nicht mehr an ihr Unglück im Leben, sondern sie träumt vom Vergangenen – „süß und friedlich; denn der Besuch hatte ihr ja vorher leise, beruhigend die Hand auf die furchenvolle Stirn gelegt.“ Darauf geht der Besuch und entlässt Johanne in die Wirklichkeit. Die junge Nachbarin, eine „jetzige glorreiche Kriegsfrau“, erzählt der Greisin von ihrem Glück. Der Gatte Franz hat Metz für das Deutsche Reich erobert und möchte in Bälde sein Eisernes Kreuz vorzeigen.

## Rezeption
- Hoppe weist auf ein gemeinsames Merkmal der Erzählung mit „Der gute Tag“ und „Auf dem Altenteil“ hin: In allen drei Texten sei die Vision beziehungsweise der Traum Stilelement.[4]
- Fuld nennt die Skizze unbedeutend[5].

## Ausgaben

### Verwendete Ausgabe
- Ein Besuch. S. 379–389. Mit einem Anhang, verfasst von Karl Hoppe, S. 475–476 in Hans Finck (Bearb.), Karl Hoppe (Bearb.): Wunnigel. Deutscher Adel. Der gute Tag. Auf dem Altenteil. Ein Besuch.  Vandenhoeck & Ruprecht, Göttingen 1977. Bd. 13 (2. Aufl., besorgt von Jörn Dräger), ISBN 3-525-20126-5 in Karl Hoppe (Hrsg.), Jost Schillemeit (Hrsg.), Hans Oppermann (Hrsg.), Kurt Schreinert (Hrsg.): Wilhelm Raabe. Sämtliche Werke. Braunschweiger Ausgabe. 24 Bde.